# Viewers Like You
Viewers Like You is het vierde en tevens laatste studioalbum van de Amerikaanse punkband Tilt. Het werd uitgegeven op 10 augustus 1999 door Fat Wreck Chords. Alle nummers zijn net als op voorgaand album geschreven door gitarist Jeffrey Bischoff.

## Nummers
1. "Annie Segall" - 2:42
2. "Die of Shame" - 2:48
3. "War Room" - 2:26
4. "Animated Corpse" - 2:44
5. "Pontiac" - 2:28
6. "Fine Ride" - 3:29
7. "Viewers Like You" - 2:41
8. "Pious" - 2:23
9. "Penny Ante" - 2:16
10. "Mama's Little Man" - 2:00
11. "Dog Collar" - 1:33
12. "Restless Irritable & Discontent" - 2:21
13. "Counting" - 2:55
14. "Want to Do" - 2:44

## Band
- Cinder Block - zang
- Jeffrey Bischoff - gitaar
- Jimi Cheetah - basgitaar
- Vincent Camacho - drums